# Endecous
Endecous is een geslacht van rechtvleugeligen uit de familie krekels (Gryllidae). De wetenschappelijke naam van dit geslacht is voor het eerst geldig gepubliceerd in 1878 door Saussure.

## Soorten
Het geslacht Endecous omvat de volgende soorten:
- Endecous abbreviatus Piza, 1960
- Endecous aguassay Mews, 2008
- Endecous alejomesai Zefa, 2010
- Endecous arachnopsis Saussure, 1878
- Endecous betariensis de Mello & Pellegatti-Franco, 1998
- Endecous cavernicolus Costa Lima, 1940
- Endecous ferruginosis Bruner, 1916
- Endecous hubbelli Liebermann, 1965
- Endecous itatibensis Rehn, 1918
- Endecous lizeri Rehn, 1918
- Endecous onthophagus Berg, 1891